# Fostex
Fostex (フォステクス 株式会社) é um fabricante japonesa de transdutores e alto-falantes OEM. Fundada em julho de 1973 como Foster Electric Co. Ltd, a empresa trabalha na fabricação de produtos OEM, onde se destaca principalmente na fabricação de fones de ouvido para maior parte da linha de iPods da empresa Apple Inc..